# 佐野満昭
佐野 満昭（さの みつあき、1947年11月 - ）は、日本の栄養学者（食品学・食品機能学）。学位は薬学博士（静岡薬科大学・1975年）。
静岡薬科大学薬学部助手、静岡県立大学薬学部助教授、名古屋女子大学家政学部教授などを歴任した。

## 概要

### 生い立ち
1947年生まれ。
静岡薬科大学大学院の薬学研究科にて環境系薬学を学んだ。特にビタミンB6誘導体に関する研究に力を注いだ。大学院での研究成果を「ビタミンB6誘導体の示す微生物活性と細胞膜透過反応に関する研究」と題した論文に纏め、博士号を取得し博士課程を修了した。

### 学究活動
大学院修了後、そのまま静岡薬科大学に採用され、薬学部にて助手を務めた。静岡薬科大学が静岡女子大学や静岡女子短期大学と統合されると、引き続き静岡県立大学の薬学部にて助手を務めた。のちに、講師、助教授に昇任した。その後、名古屋女子大学に移り、家政学部にて教授に就任した。教授として食物栄養学科にて食品機能学を研究する研究室を主宰した。名古屋女子大学の教授を退任すると、以降は愛知学院大学の講師を非常勤で務めたり、静岡県立大学の大学院にて附属茶学総合研究センターの客員研究員を務めた。

## 研究
研究分野は栄養学であり、食品学や食品機能学など、食生活学や環境系薬学に纏わるものが中心となっている。特に、食品成分の化学的な性質や生体への影響を主題としている。研究で取り上げた食品は多岐にわたるが、なかでも紅茶についての研究では、その抗酸化作用に着目し、成果を専門書として上梓している。

## 略歴
- 1947年 - 誕生。
- 1975年 - 静岡薬科大学大学院薬学研究科修了。
- 1975年 - 博士号取得。
- 1975年 - 静岡薬科大学薬学部助手。
- 1987年 - 静岡県立大学薬学部助手。
- 1991年 - 静岡県立大学薬学部講師。
- 2003年 - 静岡県立大学薬学部助教授。
- 2004年 - 名古屋女子大学家政学部教授。

## 賞歴
- 2008年 - O-CHAパイオニア賞学術研究大賞[7]。

## 著作
- 佐野満昭・斉藤由美編著『紅茶の保健機能と文化』アイ・ケイコーポレーション、2008年。ISBN 9784874922590